# Académie militaire de Homs
L'Académie militaire de Homs est une académie militaire fondée à Homs en Syrie en 1933.

## Histoire

### École militaire sous le mandat français
L'Académie est fondée en 1932 sur la base d'une école d'officiers initialement fondée à Damas en mai 1921 par la France au cours du mandat français sur la Syrie et le Liban. Après son installation à Homs, l'école devint chargée de la formation des sous-officiers des troupes spéciales du Levant, syriens et libanais.
Les élèves se distinguaient par le port d'un kolpak, d'une aiguillette de couleur violette et de pattes de collet violettes.
L'école est fermée brièvement à la mobilisation de 1939 puis rouvre en novembre 1940 jusqu'à l'invasion britannique. L'école reprend son activité en novembre 1942 sous l'administration de la France libre, formant à nouveau des officiers (et non des sous-officiers). Lors de la crise syrienne de mai 1945, les élèves officiers de Homs résistent aux assauts indépendantistes syriens. L'école reçoit une citation et l'aiguillette violette est remplacée par une fourragère de couleur jaune.
À l'été 1945, l'armée libanaise restitue les locaux de l'Académie militaire de Homs à la Syrie.

### Depuis l'indépendance
L'Académie militaire est la plus ancienne et la plus grande du pays, et plusieurs de ses étudiants ont eu un rôle important dans l'histoire de la Syrie, tels que les présidents de la Syrie Hafez et Bachar el-Assad. Elle fut également la seule académie militaire dans le pays jusqu'en 1967.
L'académie a été principalement fondée pour former les officiers d'infanterie, tandis que les diplômés qui choisissent d'autres services peuvent poursuivre une formation complémentaire dans d'autres écoles spécialisées. Un certain nombre de diplômés ont d'ailleurs poursuivi leur formation en Union soviétique. Fin 2016, 4 000 soldats menaient leur formation au sein de l'Académie.

### Guerre civile syrienne
Le 23 juillet 2011, pendant les premiers mois de la guerre civile syrienne, les partisans de l'opposition lancent une attaque contre l'académie, symbole du pouvoir en place, et font exploser deux bombes. Un nombre inconnu de victimes ont été recueillies et emmené dans un hôpital militaire.
Les 30 août 2013, pour éviter une attaque aérienne possible des États-Unis (après le massacre de la Ghouta), l'académie est évacuée et son matériel militaire déplacé.
Le 5 octobre 2023, une attaque de drones pendant une cérémonie de promotions d'officiers fait une centaine de morts dans l'enceinte de l'académie. 

## Anciens étudiants
- Ali Aslan
- Bachar el-Assad
- Hafez el-Assad
- Louaï el-Atassi
- Salah Jedid
- Ghazi Kanaan
- Faouzi Selou
- Manaf Tlass
- Moustapha Tlass
- Fahd al-Freij
- Souheil al-Hassan

## Source
- (es) Cet article est partiellement ou en totalité issu de l’article de Wikipédia en espagnol intitulé « Academia Militar de Homs » (voir la liste des auteurs).